# 善福寺 (神戸市北区)
善福寺（ぜんぷくじ）は兵庫県神戸市北区にある曹洞宗に属する仏教寺院。山号は光徳山（こうとくさん）。本尊は阿弥陀如来。有馬温泉郷の落葉山の麓に位置する。

## 歴史
『摂津名所図会』によれば奈良時代に行基を開基として創建し、中興は仁西とされ、また曹洞宗としては1331年（元弘元年）の創立とするが詳細は不明。古来外湯「一之湯」の灯明を掲げたと伝わる。『臥雲日件録』の享徳元年4月24日（1452年5月22日）の記述には、湯治に来た相国寺の瑞渓周鳳が善福寺を訪ね、向かいの山に孝徳天皇行宮がかつて存在した事などを寺僧から聞いたとある。
織豊政権下で、善福寺は湯山の代官に任ぜられた。また、安土桃山時代、豊臣秀吉により山内で大茶会が開かれたという縁から、毎年の有馬大茶会の献茶会は当寺で行われる。

## 文化財
- 本堂 - 鎌倉時代（1321年）建立
- 阿弥陀三尊像 - 当寺の本尊。寺伝では天竺（インド）伝来で多田源氏の祖である源満仲の守り仏と伝わる。本堂安置。
- 木造聖徳太子像 - 国の重要文化財、像高約70cm、法印湛幸作、鎌倉時代、本堂安置。聖徳太子2歳像で「南無仏太子像」とも呼ばれる。日本各地に多数残る聖徳太子2歳像のうち、鎌倉時代にさかのぼり、作者が明らかな点で貴重な像である。
- 木造聖観音菩薩像
- 木造地蔵菩薩像
- 豊臣秀吉北政所寄進状
- 阿弥陀堂釜 - 天下一与次郎作、豊臣秀吉が千利休に命じて作らせたという茶釜
- 枝垂れ桜 - 4本あり、「糸桜」と呼ばれる。樹齢250年以上、「神戸市民の木」、「神戸の名木」等に指定、夜間はライトアップされる

## 行事
- 4月 - 桜祭り
- 11月2日 - 有馬大茶会の献茶会

## 所在地
〒651-140 兵庫県神戸市北区有馬町1645

## 交通アクセス
- 神戸電鉄有馬線 有馬温泉駅 徒歩5分